# 杨志文 (1971年)
杨志文（1971年7月—），男，回族，宁夏海原人，中华人民共和国政治人物，现任青海省人民政府副省长、党组成员。